# Aron Tiranul
Aron Tiranul († Juni 1597; auch: Aron Emanoil) war vom September 1591 bis zum Juni 1592 und vom 18. September 1592 bis zum 24. April 1595 Herrscher des Fürstentums Moldau. Er war der Sohn des Alexandru Lăpușneanu und trug den Beinamen „cel Cumplit“ (der Schreckliche).

## Leben und Wirken
Aron Tiranul musste hohen Schulden machen, um sich den Thron mit einer Million Galbeni (rumänisch für „Gelbe“, also Gulden) zu erkaufen. Um diese Schulden zurückzuzahlen, führte er zahlreiche neue Abgaben ein. Laut verschiedenen Chroniken „plünderte“ er das Land aus, seine Steuereintreiber wurden für gewöhnlich von Türken begleitet und letztlich befahl er sogar, jedem Einwohner je einen Ochsen wegzunehmen. Wenn jemand diese Steuerleistung nicht erbringen konnte, musste eben ein Ochse mehr dem nächsten genommen werden. Schon bald erhob sich die Bevölkerung gegen Aron. Dieser aber unterdrückte die Bewegung mit großer Brutalität. Die Hohe Pforte beschloss darauf 1592 seine Absetzung. Auf Drängen seiner Kreditgeber aber wurde Aron vom Sultan nochmals eingesetzt.
Der Fürst, der auch selbst die türkischen Forderungen nicht mehr erfüllen wollte, folgte der Aufforderung des Papstes Clemens VIII., die Beziehungen zu den Türken abzubrechen, und ließ sich von Michael dem Tapferen überzeugen, der „Hl. Liga“ beizutreten, was er am 5. November 1594 tat. Der Liga gehörte neben Kaiser Rudolf II. auch der Siebenbürger Fürst Sigismund Báthory an. Die anti-ottomanische Bewegung brach am selben Tag – dem 13. November 1594 – gleichzeitig in Iași und Bukarest aus. Die Türken in den Fürstentümern wurden gnadenlos gejagt. Bald gelang es den Verbündeten auch, die Festungen entlang der Donau anzugreifen und 1595 sogar die Dobrudscha einzunehmen. Obwohl Aron der antitürkischen Allianz angehörte und seine Pflichten erfüllte, blieb Fürst Báthory ihm gegenüber misstrauisch und organisierte schließlich ein Komplott gegen ihn. Dafür griff er auf den ehemaligen Hatman Arons, Răzvan, zurück, der nun der Ungarischen Garde vorstand. Aron wurde im Mai 1595 von siebenbürgischen Streitkräften ergriffen und samt seiner Familie in Vințu de Jos (Kreis Alba) inhaftiert. Dort kam er im Juni 1597 ums Leben.
Aron wurde in der Kirche von Michael dem Tapferen in Alba Iulia begraben. Sein Nachfolger wurde Răzvan, der sich dann als Herrscher Ștefan Răzvan nannte.
Am 20. September 1600 gelangte die Armee des kaiserlichen Generals Giorgio Basta nach dem Sieg von Mirăslău nach Alba Iulia, tötete dort alle Italiener, Griechen, Serben und Rumänen, zerstörte die rumänische Kirche und verstreute die Gebeine Arons in alle Winde.
Bedeutende Zuwendungen von Aron erhielt die St. Nikolaus-Kirche von Șcheii Brașovului, weiters errichtete er bei Iași ein Kloster. Das dort gelegene Dorf Aroneanu trägt immer noch seinen Namen.